# Lindelofia
Lindelofia es un género de plantas con flores perteneciente a la familia Boraginaceae. Comprende 30 especies descritas y de estas, solo 4 aceptadas.

## Descripción
Son hierbas perennes con partes pubescentes. Flores ebracteadas. Cáliz 5-partido. Corola en forma de embudo, de color azul o púrpura-azul, con lóbulos extendidosn.  Núculas dorsalmente comprimidas.

## Taxonomía
El género fue descrito por Johann Georg Christian Lehmann y publicado en Neue Allgemeine Deutsche Garten- und Blumenzeitung 6: 351. 1850.

## Especies aceptadas
A continuación se brinda un listado de las especies del género Lindelofia aceptadas hasta septiembre de 2013, ordenadas alfabéticamente. Para cada una se indica el nombre binomial seguido del autor, abreviado según las convenciones y usos.
- Lindelofia longiflora (Benth.) Baill.
- Lindelofia macrostyla (Bunge) Popov
- Lindelofia stylosa (Kar. & Kir.) Brand
- Lindelofia tschimganica M. Pop. ex Pazij